# Pteroptrix longicornis
Pteroptrix longicornis är en stekelart som beskrevs av Huang 1994. Pteroptrix longicornis ingår i släktet Pteroptrix och familjen växtlussteklar. Inga underarter finns listade i Catalogue of Life.